# Mourne Abbey
Mourne Abbey (irisch Mainstir Na Morna) ist eine kleine Gemeinde südlich von Mallow (County Cork, Republik Irland). Der Ort hat rund 1000 Einwohner und besitzt zwei Kirchen mit Schulen, Analeentha und Burnfort.

## Geschichte
Mourne Abbey wurde um 1199 von den Tempelrittern erbaut. Sie errichteten eine Kirche mit einer Schutzmauer und Wachtürmen, diese Mauer umschloss auch ein Refektorium und einige Wirtschaftsgebäude. Im Jahre 1307 wurden im Zuge der Auflösung des Ordens die Templer verhaftet und nach Dublin gebracht, die Abtei an den Hospitaliter-Orden übergeben. Als König Heinrich VIII. von England 1541 die Auflösung der Klöster befahl, wurde die Abtei von den Mönchsrittern verlassen. Eine dort angebrachte historische Tafel erinnert an dieses Ereignis.

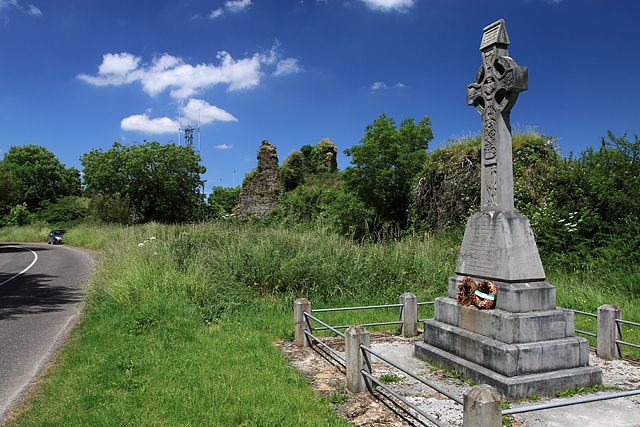
Memorial des Unabhängigkeitskampfes

Sowohl die Abtei als auch das als Schutz 1335 erbaute Barrett’s Castle sind heute Ruinen. Barrett’s Castle wurde um 1651 von den Truppen Oliver Cromwells geschleift. Auch im Irischen Unabhängigkeitskrieg (1919–1921) spielten die Ruinen eine Rolle, als ein fehlgeschlagener Hinterhalt auf englische Truppen, ausgeführt von Liam Lynch, acht Irish Volunteers das Leben kostete, acht weitere wurden gefangen genommen, zwei wurden nachträglich exekutiert. Zu dieser Zeit ging aus den Volunteers die IRA hervor. Der Bürgermeister von Cork, Tomás MacCurtain, der 1920 ermordet wurde, stammte aus Mourne Abbey.

## Sport und Verkehr
In Mourne Abbey spielt der Clyda Rovers GAA club, einer der ältesten Vereine der Gaelic Athletic Association, der in einem neu errichteten Sportkomplex seinen Sitz hat. Ebenso gibt es hier den Mourneabbey-Ladies-Football-Club.
Die Mourne Abbey Railway Station wurde am 1. Mai 1892 eröffnet und musste am 9. September 1963 geschlossen werden. Sie lag an der Bahnstrecke Mallow-Cork Rail Line.